# Pobra gent
Pobres és el títol de la primera novel·la que va escriure Fiódor Dostoievski, redactada en el lapse de nou mesos. Publicat per primera vegada l'any 1846, va ser elogiat per l'influent crític Vissarion Belinski com l'iniciador de la literatura social i, entre d'altres, el va aclamar com el nou Nikolai Gógol. Tanmateix, Dostoievski va trencar amb ell poc després. Aquest llibre va ser inspirat en part per l'obra de Gógol del conte El capot; el protagonista masculí és un empleat exemplar. Aquesta novel·la està escrita en forma de cartes, de correspondència, entre els dos personatges principals. Igual que en El capot, la novel·la dona compte de la dura vida de la classe amb pocs recursos a la Rússia de mitjans del segle xix.
Belinski explicava el procés íntim a través del qual l'escriptor havia elevat el seu vol fins a aquesta alçada, mitjançant la seva intuïció creadora. Dostoievski havia procedit com a artista i no com a pensador ni desenvolupador de tesis, una profunda apreciació a la qual fan justícia els crítics i biògrafs posteriors del novel·lista.
En l'edició alemanya de les seves Obres completes, el seu compilador, Moeller van den Brück, encapçala la versió de Pobra gent amb un proemi en el qual ressalta també com Dostoievski planteja en aquestes pàgines un problema social i el resol intuïtivament en nom de l'amor, amb l'efusiva vidència de l'art, i no a la manera dels filòsofs racionalistes, que intenten assolir aquest amor o filantropia mitjançant uns raonaments llargs i freds. Tampoc a la manera de Marx i els seus partidaris, que només s'atenen a la consideració del fet econòmic de la història i la psicologia.
Dostoievski, que posseïa un esperit cristià, assidu lector de l'Evangeli, desborda aquí el seu amor innat cap a totes les criatures, fent de l'amor el seu imperatiu social. Una actitud romàntica, per descomptat, que s'allunya molt de la filosofia del superhome que Nietzsche proclamarà més tard, i en què l'amor quedarà aixafat sota la voluntat de viure i dominar. En Pobra gent Dostoievski inicia una literatura evangèlica, en la qual els pobres d'esperit seran uns personatges predilectes i destacats, els mansos, les cortesanes abnegades i els pecadors penedits. Una exaltació de la renúncia de si mateix, del sacrifici en pro dels altres, de l'expiació que ens val la smirenie o pau de l'ànima.

## Traduccions catalanes
- Pobres. Traducció de Miquel Cabal Guarro. Barcelona: Cal Carré, 2021. ISBN 978-84-12394-33-7.